# Хаджибейський парк
Хаджибейський парк — парк у місті Одеса Одеського району Одеської області. На території парку функціонує головний корпус дитячого санаторію «Хаджибей» (другий корпус — в селі Холодна Балка).

## Загальний опис
Інформація про парк наведена у ілюстрованому практичному путівнику по Одесі початку XX століття:
|  | «На межі XIX і XX століть він, згідно з путівником по Одесі тих років, слугує "місцем гулянь не лише хворих, які проживають на лимані, але привертає й багато міських жителів". Парк "розкинувся на площі в 10 десятин (10,925 га (авт.)) Вельми багатий розкішною і різноманітною рослинністю, займаючи за цим показником ледве не перше місце в Одесі". Лебедів, качок та інших водоплавних птахів відзначено окремо, як одну з переваг Хаджибейського парку. До подій Громадянської війни парк був оточений дачами заможних містян. Потім дачі були розорені, по дорозі до парку стали будуватися заводи, але хоча курортне значення цих місць поступово знижувалося, сам Хаджибейський парк ще довго зберігав свою принадність. Джерела розходяться в думках про причини деградації цього прекрасного куточка Одеси. Стверджувати можна лише, що деградація ця була пов'язана не з природними негараздами, а з людською діяльністю, яка виявилася і жорстокою, і неуважною до зелених угідь, що були окрасою і пам'яткою міста.» Оригінальний текст (рос.) [«На рубеже XIX и XX веков он, согласно путеводителю по Одессе тех лет, служит „местом гуляний не только проживающих на лимане больных, но привлекает и массу городских жителей“. Парк „раскинулся на площади в 10 десятин (10,925 га (авт.)) весьма богат роскошной и разнообразной растительностью, занимая в этом отношении чуть ли ни первое место в Одессе“. Лебеди, утки и прочие водоплавающие птицы отмечались особо, как одно из достоинств Хаджибейского парка. До событий Гражданской войны парк был окружён дачами состоятельных горожан. Затем дачи были разорены, по дороге к парку стали строиться заводы, но хотя курортное значение этих мест постепенно снижалось, сам Хаджибейский парк ещё долго сохранял свою прелесть. Источники разнятся во мнении о причинах деградации этого прекрасного уголка Одессы. Утверждать можно только, что деградация эта была связана не с естественным неблагоприятствованием, а с человеческой деятельностью, которая оказалась и жестокой, и невнимательной к зелёным угодиям, являвшимся украшением и достопримечательностью города.»] Помилка: [undefined] Помилка: {{Lang}}: немає тексту (допомога): текст вже має курсивний шрифт (допомога) |

Раніше територія парку відносилася до села Усатове, за адресою вулиця Вернигори, 1. Рішенням Одеської обласної Ради № 347-XXXIII від 07.08.2001 р. «Про межі міста Одеси» (затвердженого Постановою Верховної Ради України № 3064-III від 07.02.2002 р. «Про зміну меж міста Одеси Одеської області») територію санаторію «Хаджибей» (разом з парком) вилучили із Усатівської сільради і приєднали до Суворовського району м. Одеси.

## Галерея

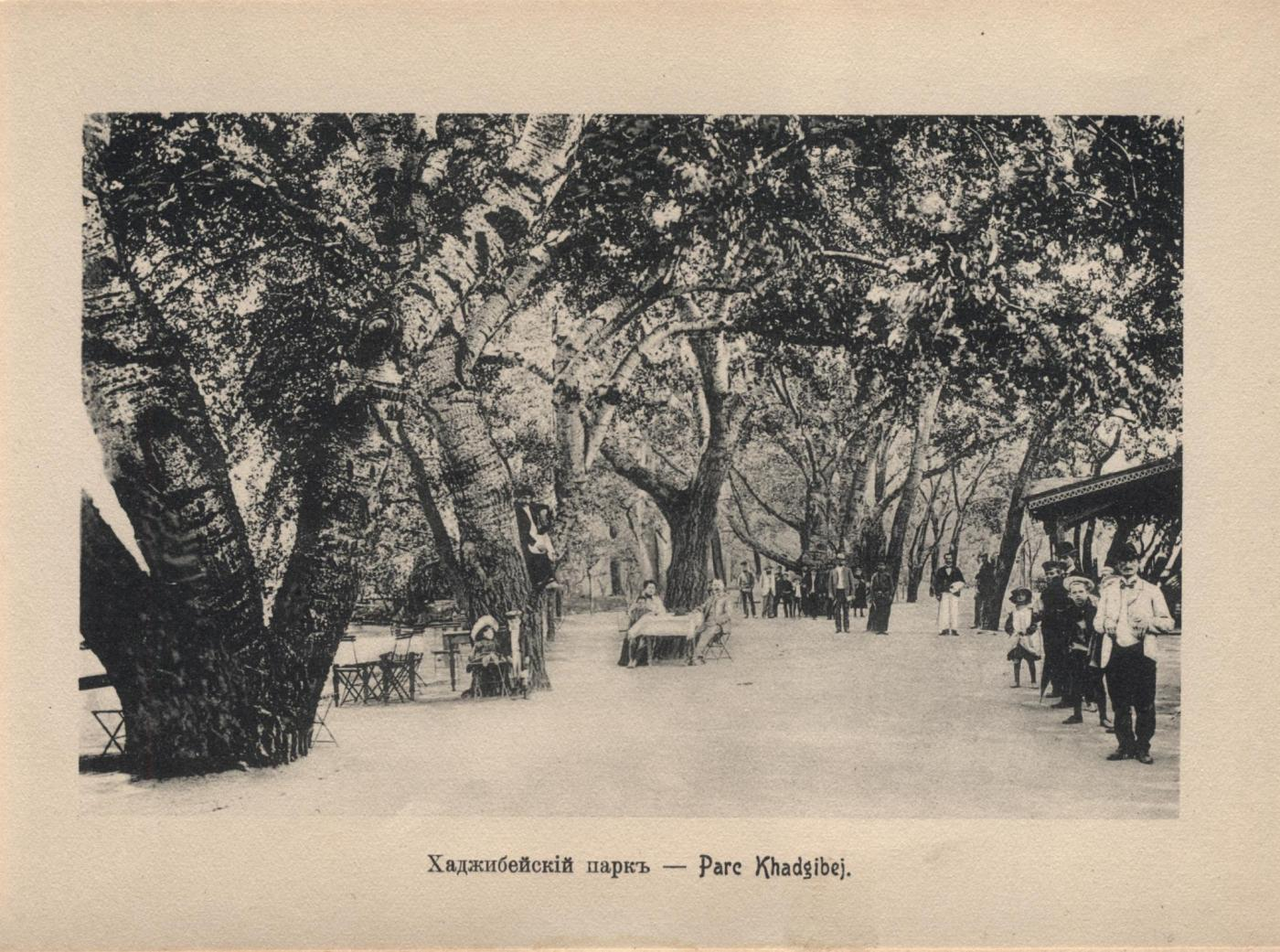
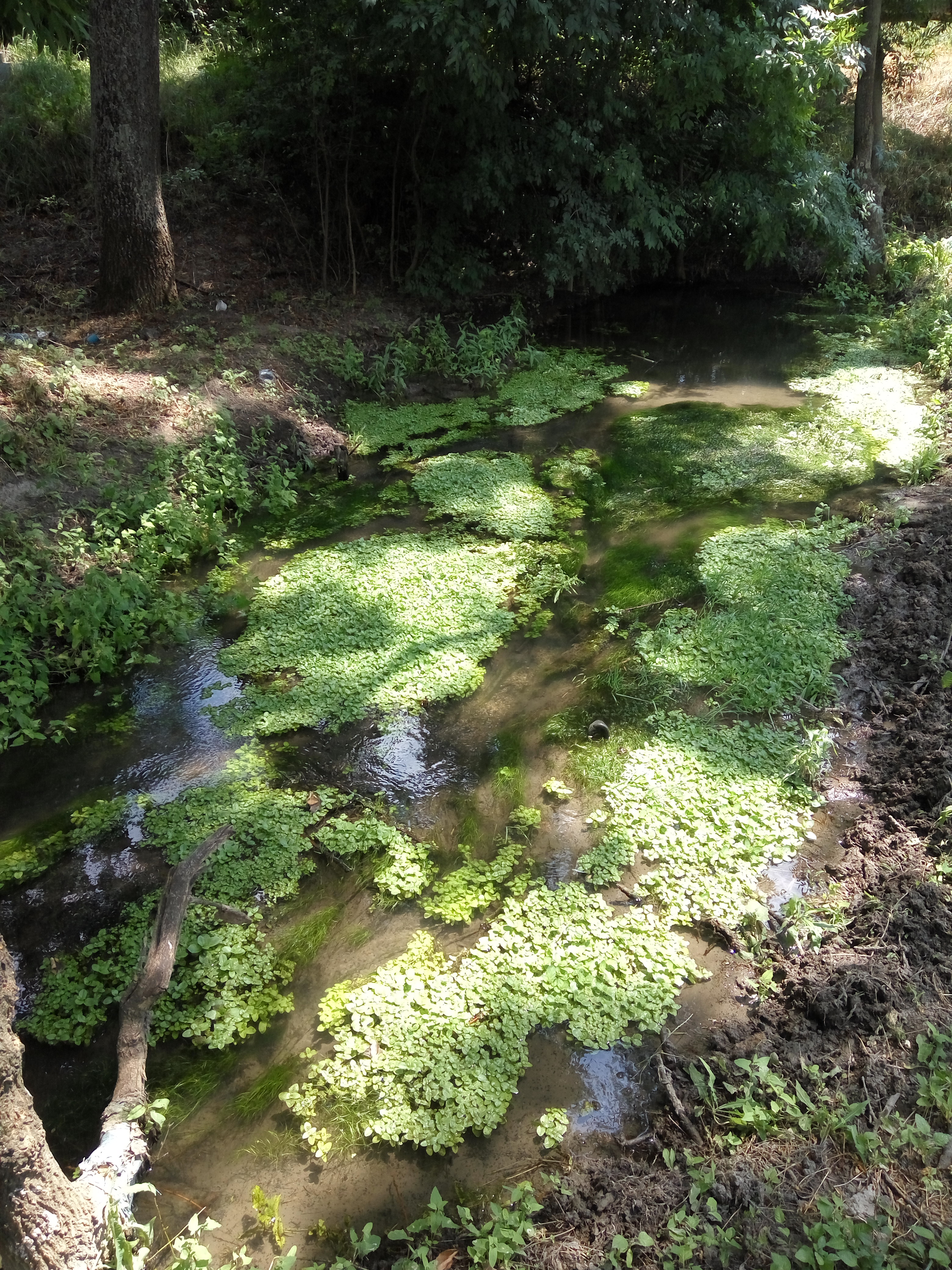
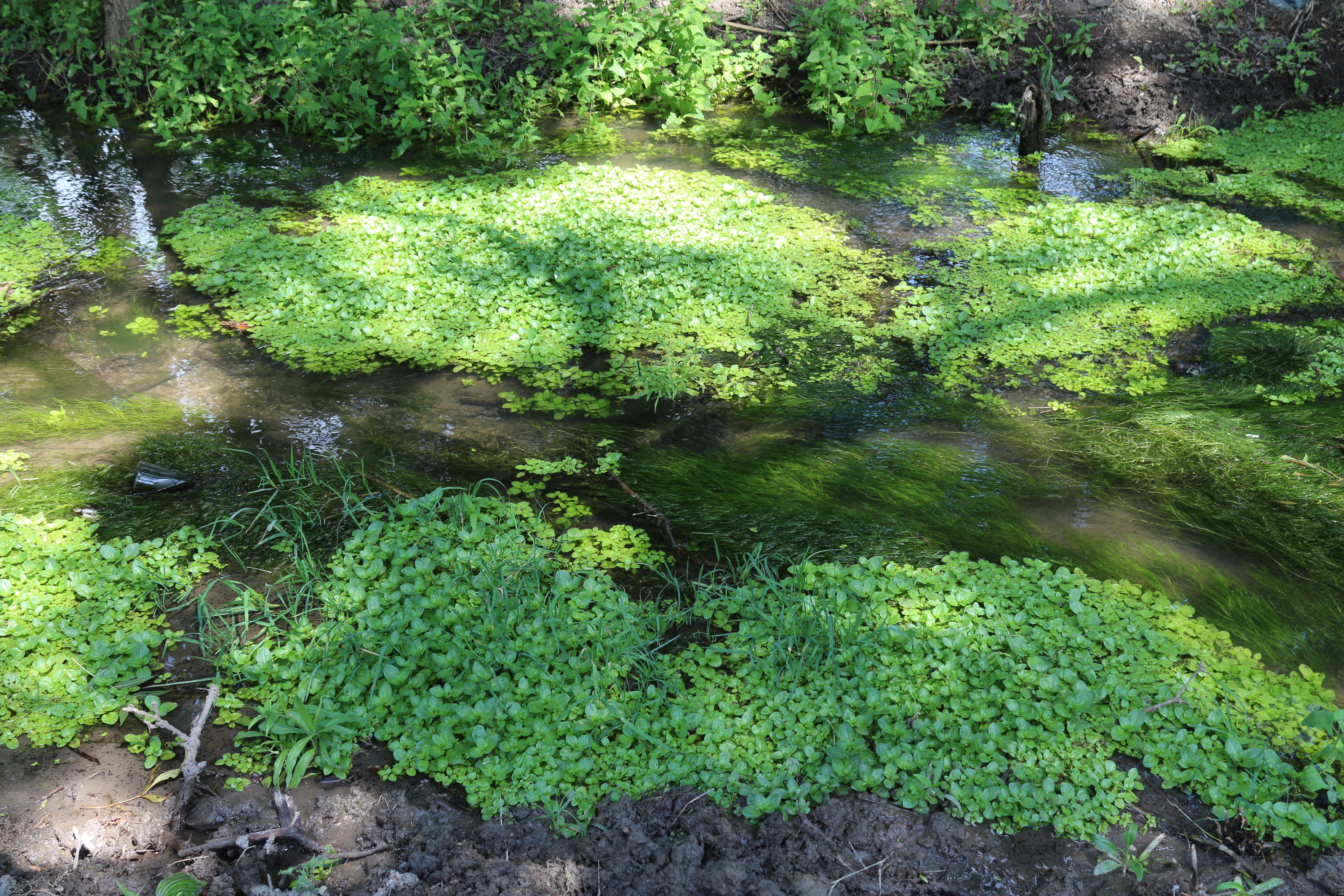
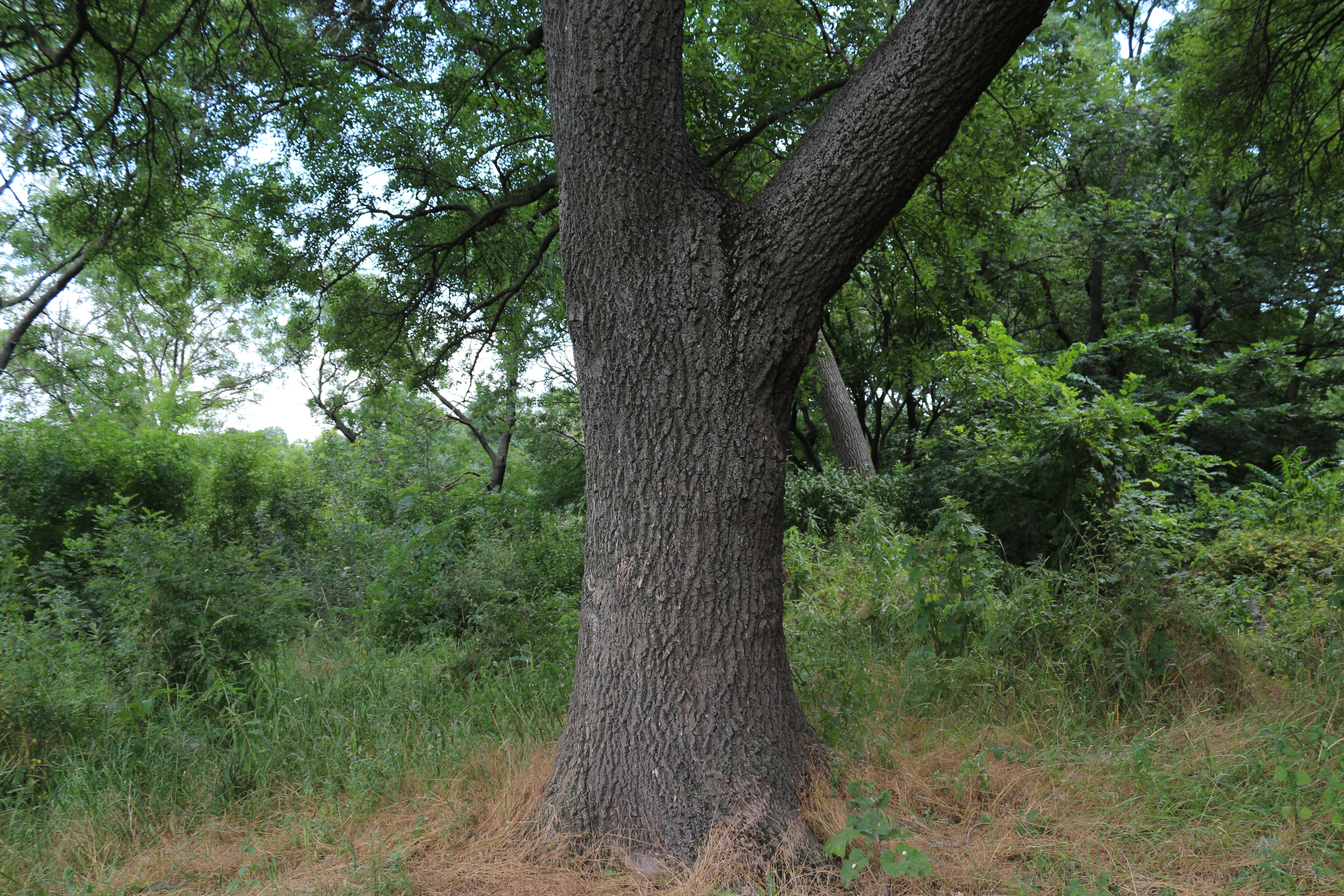
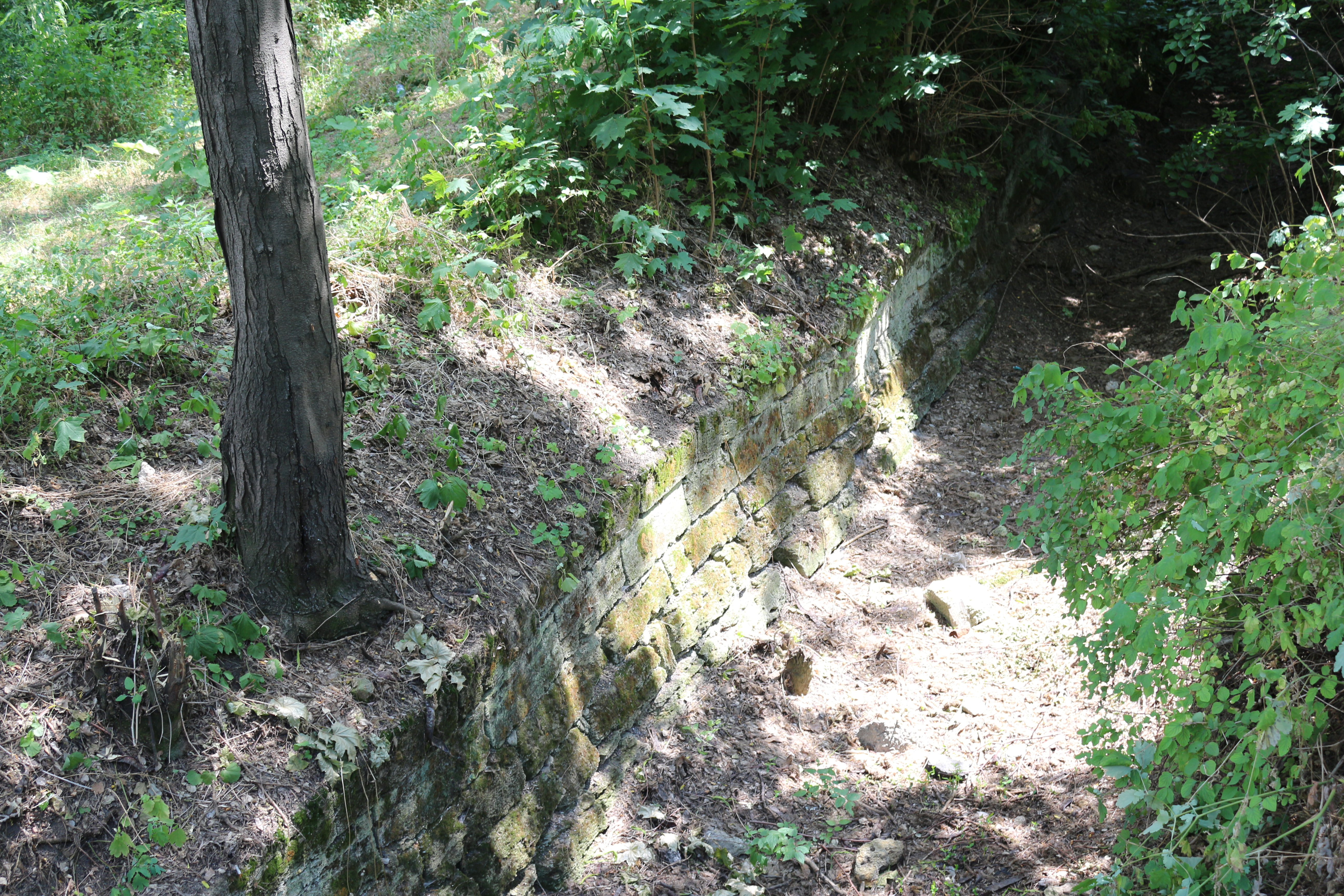
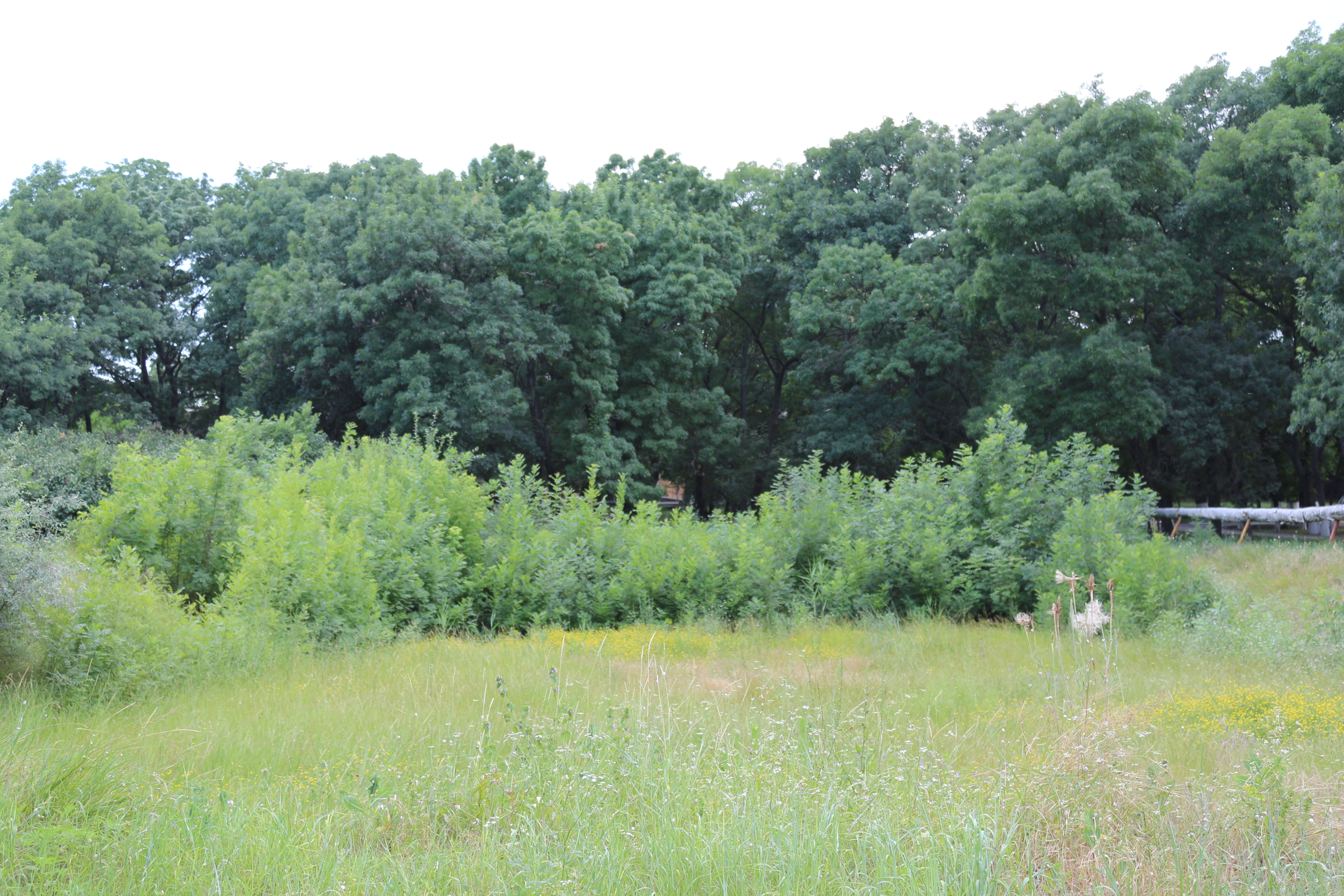
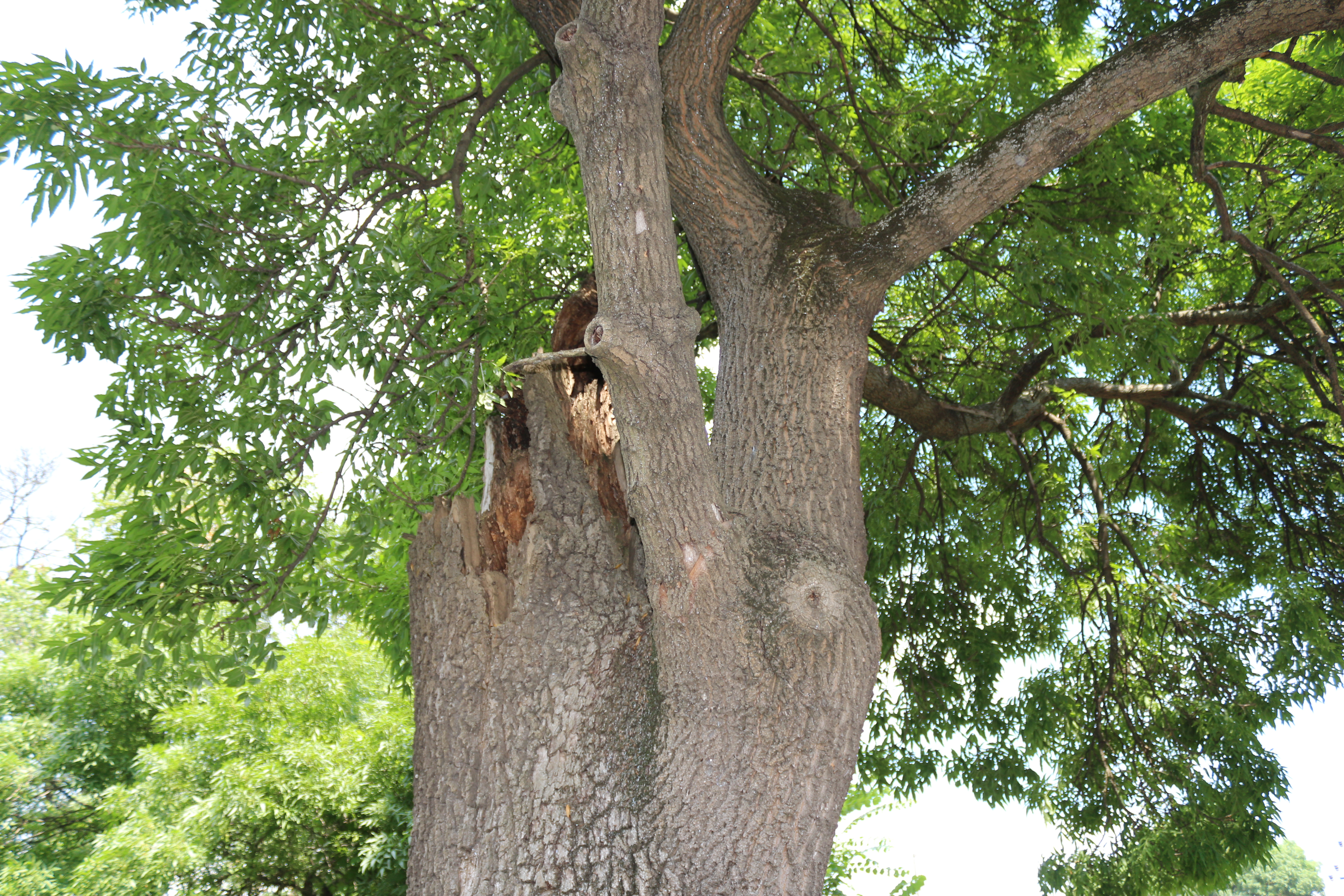
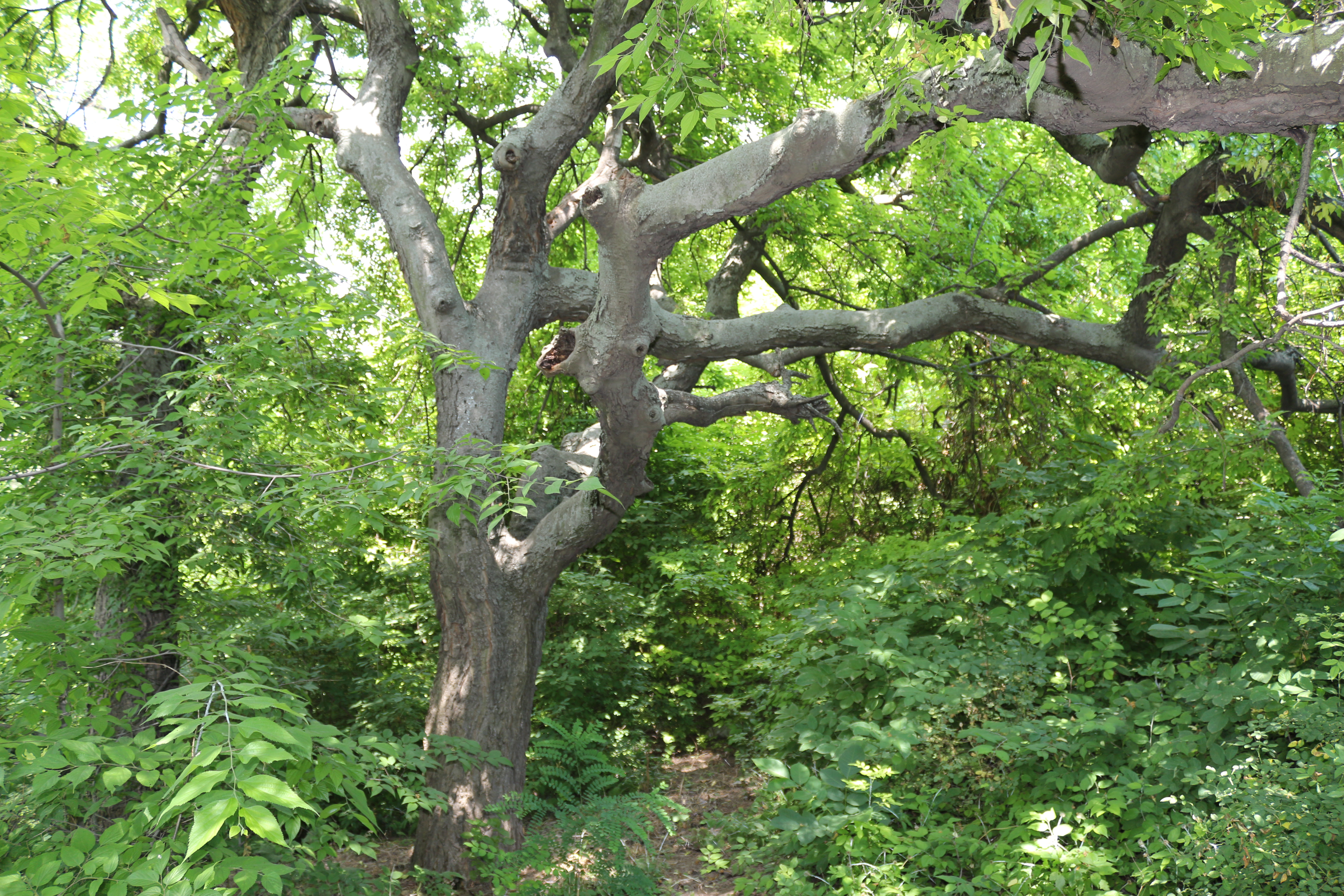
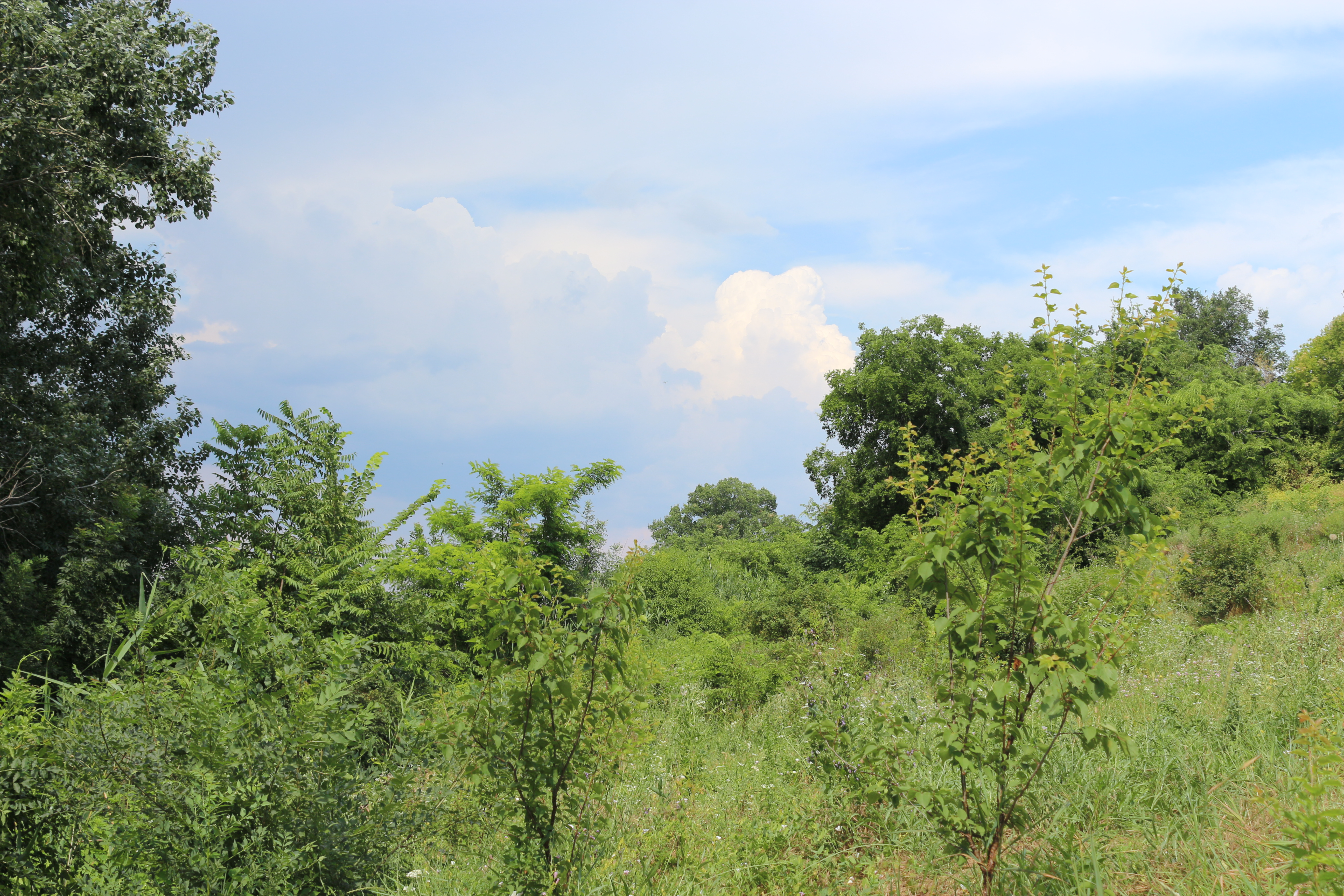